# Blimbing (Ampelgading)
Blimbing is een bestuurslaag in het regentschap Pemalang van de provincie Midden-Java, Indonesië.